# Rookverslaving

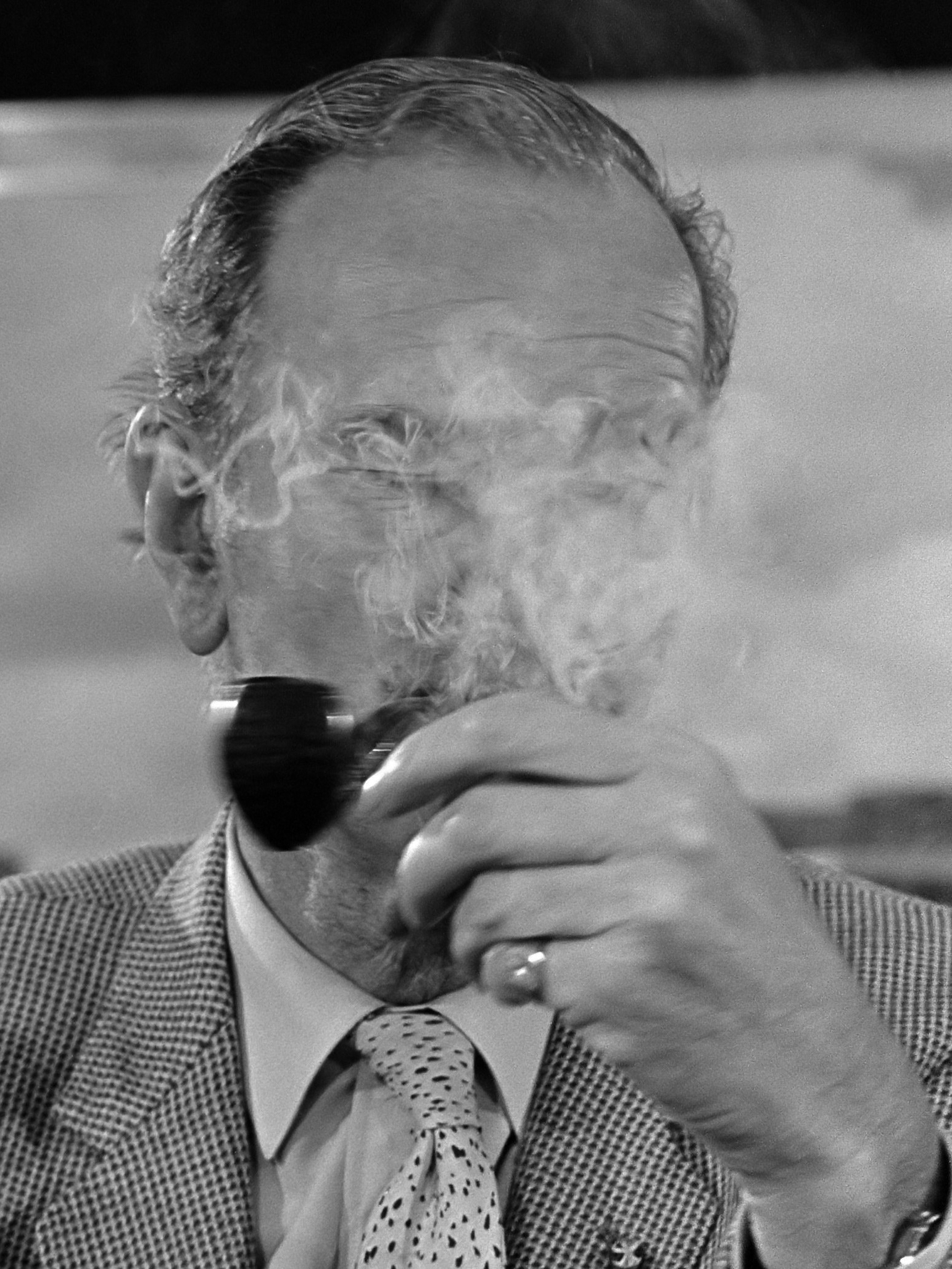
Een pijprokende Chris van der Klaauw in 1981.

Rookverslaving is de verslaving aan het roken van tabak, en wordt veroorzaakt door de zeer verslavende stof nicotine en de daaraan gekoppelde geestelijke verslaving. Enkele sigaretten kunnen al verslavend zijn. 50% van de beginnende jonge rokers vertoont binnen twee maanden verslavingsgedrag. Jaarlijks sterven steeds meer mensen aan de gevolgen van hun jarenlange rookverslaving,. De verwachting was in 2008 dat het aantal rokers in de jaren daarna nog verder zou stijgen, door de toename van de rookgerelateerde sterfte in de arme landen. Dat ondanks een relatief geringe afname in de rijkere landen.
Aan commercieel verkrijgbare tabak worden smaakstoffen toegevoegd zoals cacao, menthol, drop en suiker. Dat met het doel de smaak te veranderen, maar tegelijkertijd is echter het gevolg dat bij verbranding de negatieve effecten van rookverslaving verder verergeren door onder meer het hogere gehalte aan de carcinogene formaldehyde dat vrijkomt. Dit soort feiten, evenals andere feiten omtrent de schadelijke bijwerkingen van roken, worden door de tabaksindustrie niettemin al jaren gebagatelliseerd of ontkend. Artsen raden het gebruik van tabaksproducten al decennia sterk af, en in vele landen zijn gezondheidswaarschuwingen op de verpakking verplicht. In Nederland bestaat sinds 1990 de Tabakswet, die sindsdien steeds verder aangescherpt wordt om het roken te ontmoedigen. Dat naast het gedeeltelijke rookverbod in de horeca van 1 juli 2008.

## Oorzaken van rookverslaving
Nicotine activeert het beloningssysteem van de hersenen en blokkeert tegelijkertijd het systeem dat de beloning moet afremmen. Het roken van enkele sigaretten binnen enkele weken zorgt er al voor dat de hersenen een (licht) signaal afgeven, dat bij rokers die al wat langer roken als 'trek in een sigaret' wordt ervaren. Het menselijk verstand kan in vele gevallen vergif van voedsel onderscheiden. Toch beginnen vele mensen nog met roken, ondanks dat men er soms duizelig en misselijk van wordt of andere onaangename symptomen ervaart. Dat stadium is bepalend of iemand wel of geen roker wordt. De beginnende roker ziet rokers die lijken te genieten van een sigaret. Men vindt de sigaret vies, maar sluit de geest toch af voor de vieze smaak, stank en andere onaangename symptomen. Dat omdat men denkt te moeten "leren roken". Het waarschuwingsmechanisme wordt genegeerd, de beginnende roker rookt in verhouding nog weinig en denkt makkelijk te kunnen stoppen. De beginnende roker beseft vaak niet dat hij of zij al verslaafd is en dat de kans groot is dat deze verslaving zich langzaam gaat uitbreiden tot dagelijks en veelvuldig roken.
Van verslaving is sprake wanneer iemand grote moeite heeft het gebruik van een bepaald middel te staken, ook al is hij of zij ervan overtuigd dat dit gebruik overwegend nadelige gevolgen heeft. Het verlangen naar het 'goede gevoel' heeft eenvoudigweg de overhand.
Bij rookverslaving is vooral nicotine de verslavende stof. Nicotine heeft belangrijke effecten op de hersenen, het neuro-endocriene systeem, het hart-vaatstelsel, het maag-darmkanaal en op de skeletspieren. Het zorgt onder meer voor adrenerge stimulatie, wat resulteert in een hogere hartslag en een hogere bloeddruk. In de hersenen stimuleert het specifieke acetylcholinereceptoren. Daarnaast leidt nicotine tot dopamine-afgifte in de hersenen, wat resulteert in een gevoel van genot en bij afname van de dopamine-expressie tot behoefte aan nicotine. Bij roken is het effect van die afname slechts gering. De dopamine-afgifte speelt daarmee een relatief kleine rol in de verslavende werking van nicotine en overigens ook in de verslaving aan veel andere stoffen. Alleen het stoppen met nicotine is vaak niet voldoende. De opgebouwde geestelijke verslaving, die de behoefte aan nicotine koppelt aan een positieve ervaring (bijvoorbeeld "het is lekker bij de koffie" of "het helpt me te ontspannen"), is een grote factor in het al dan niet slagen van een poging te stoppen met roken. Indien men inziet dat de momenten dat roken lekker lijkt puur de behoefte aan nicotine is, is het al een stuk minder moeilijk. Men kan nog maanden treuren over het feit dat men niet meer rookt en het stoppen met roken als zeer moeilijk beschouwen, of men kan juist blij zijn eraf te zijn en er na enkele weken al geen behoefte meer aan hebben.

## Stoppen met roken
Vanaf 1963 was in Nederland Lenze Meinsma, "dokter Meinsma" (toenmalig directeur van het KWF) actief om het roken tegen te gaan, pas later gesteund door de overheid. Sinds de negentiger jaren van de 20e eeuw voeren overheden in de eerste wereld campagne tegen het roken, met name tegen het roken in openbare ruimten. Tegelijk met deze campagnes dragen de overheden er ook zorg voor dat de staatsinkomsten door inning van accijnzen aanzienlijk blijven door deze regelmatig te verhogen. Hierbij rechtvaardigt men dit beleid meestal door dit voor te stellen als een vorm van "ontmoediging door kostenverhoging".
Recenter onderzoek lijkt echter aan te tonen dat deze accijnsverhogingstrategie in hoofdzaak effect heeft op het rookgedrag van de (relatief kleine groep) hogere inkomens. Aangezien bij de grootste groep (de lagere inkomens) geen significante wijziging in het rookgedrag zou optreden, verbetert de volksgezondheid er niet door en suggereert dit onderzoek dat het beleid er in eerste instantie op gericht is vooral het staatsinkomen veilig te stellen door het innen van nog meer accijnzen. Het gebruik van low-risk tabaksproducten zoals snus is door Europese wetgeving echter onmogelijk gemaakt, ook al leidt dat niet per se tot minder accijnsopbrengsten.
De situatie in armere landen verslechtert daarentegen steeds meer, de bevolking van deze landen dreigt het slachtoffer te worden van een verplaatsing door de tabaksindustrie van hun thuismarkt naar landen met minder wettelijke beperkingen en bescherming. Recentere wetenschappelijke prognoses van het aantal doden ten gevolge van roken in de derde wereld overstijgen tegen 2030 zelfs het aantal doden door aids.

## Voordelen van stoppen met roken
Stoppen met roken blijkt in de praktijk vaak lastig. Dit komt mede door het feit dat men niet op de korte termijn de negatieve gevolgen van roken ervaart, maar pas op lange termijn. Toch zijn er op de korte termijn al voordelen wanneer iemand stopt met roken. Zo wordt de hartslag en bloeddruk na 20 minuten weer normaal. Na 8 uur neemt de zuurstofconcentratie in het bloed toe en neemt de kans op trombose of een hartaanval af. Na 48 tot 96 uur is het lichaam nicotinevrij. Reukzin en smaak nemen toe.

De échte voordelen van stoppen met roken zien we op de lange termijn, de kans op ziektes neemt dan sterk af. Zo is na 3 tot 4 jaar het risico om een infarct te krijgen bijna hetzelfde als niet-rokers, en is de kans op een beroerte na zo’n 2 tot 4 jaar ongeveer gelijk aan de kans bij niet-rokers.